# Ponta da Garça (Ilhéu das Rolas)
A Ponta da Garça é uma formação geológica costeira de São Tomé e Príncipe, localizada a Este do Ilhéu das Rolas. Este acidente geológico localiza-se próximo à Praia da Escada, à Ponta de Santo António e próximo à Ponta Joana.